# Abadía de Glastonbury

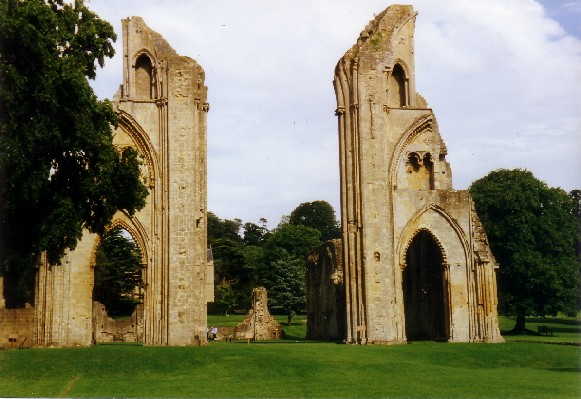
Las ruinas de la abadía.

La abadía de Glastonbury, situada en Glastonbury, Somerset (Inglaterra), es una iglesia y abadía medieval, cuya leyenda la señala como una de las más antiguas; dado que sus  orígenes se remontarían al establecimiento de una comunidad de monjes en el año 63, momento de la llegada de José de Arimatea, que habría aportado el Santo Grial y habría plantado el espino blanco. Aunque estos hechos carecen de realidad histórica y aun de verisimilitud, la abadía conserva su interés gracias a sus ruinas y su verdadera historia. 
El origen de la abadía se remonta al siglo VII. Las investigaciones arqueológicas de la Universidad de Reading han hallado restos de ocupación romana, sub romana y sajona en el lugar.  La abadía fue fundada por monjes britanos a principios del siglo VII. La leyenda que sitúa su origen en el siglo I por obra de José de Arimatea se origina en los relatos de  Robert de Boron acerca del Santo Grial y sus vínculos con el mítico rey Arturo  y data del siglo XII. Reconstruida, ampliada e incendiada, fue erigida nuevamente en el siglo XII. La abadía disponía de derechos señoriales y de amplios dominios cuando se vio afectada por la Disolución de 1539. En cuanto a las leyendas, una de ellas dice que el rey Arturo y la reina Ginebra están enterrados a Glastonbury y que sus cuerpos fueron "descubiertos" en el cementerio en 1191. Sobradamente diseminadas entre los espacios de césped, las ruinas se erigen altivas entre majestuosos árboles. La capilla de la Virgen, de piedra de Doulting, posee una torreta de ángulo, paredes muy adornadas y admirables puertas; la del norte está decorada con representaciones esculpidas de la Anunciación, los Reyes Magos y Herodes.
En el este de las columnas góticas del crucero todavía permanecen de pie las paredes del presbiterio y, detrás, la antigua capilla de Edgardo, mausoleo de los reyes sajones. El edificio de las cocinas del siglo XIV es lo único intacto. El edificio cuadrado está cubierto por un tejado de ocho aguas coronado por dos torres octagonales superpuestas que permitían la evacuación del humo.

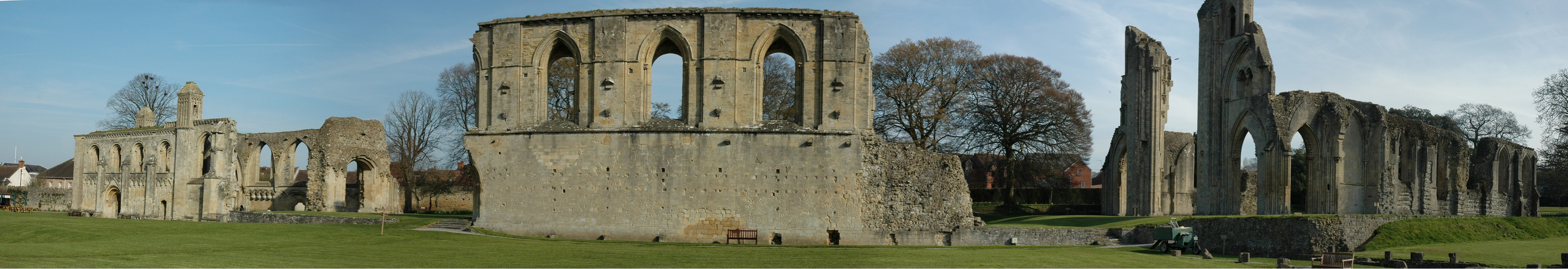
Panorámica de la abadía.

- Datos: Q544113
- Multimedia: Glastonbury Abbey / Q544113